# Mujer bonita
Mujer bonita é uma mini-novela mexicana produzida pela Televisa e exibida pelo El Canal de las Estrellas, entre 2 de abril e 13 de abril de 2001, sucedendo Por un beso e antecedendo La intrusa. É um remake da telenovela Abandonada de 1985. Foi protagonizada por Adriana Fonseca e René Strickler com atuação antagônica de Rosa María Bianchi.

## Sinopse
Charito é uma bela camponesa que vive em um povoado no interior mexicano. Ali se apaixona por Orlando, um jovem de boa posição econômica cujos pais se opõem a sua relação. Para poder estar juntos, ambos decidem ir à Cidade do México. Só que, ao chegar lá, enfrentam muitos problemas, sobretudo econômicos, pois ele não consegue trabalho e sua família se nega a ajudá-lo. Charito acaba grávida, e as coisas se complicam porque ela adoece de anemia e precisa ser internada num hospital. No entanto, Orlando começa a se cansar da situação, e inclusive diz a si mesmo que foi um erro ter abandonado tudo por Charito. Ao mesmo tempo, se encontra com uma ex-namorada, Sandra, que, ao saber que ele é rico, decide conquistá-lo para assim sair da pobreza. No hospital, Charito conhece Sol, uma dançarina de cabaret, e seu amigo, José Enrique, um jornalista comprometido com seu trabalho, que se apaixona pela doçura de Charito. Quando Charito dá à luz, Carolina, mãe de Orlando, chega à capital e leva o bebê, sob o argumento de que, dadas as circunstâncias, ela pode cuidar da criança enquanto Charito se recupera. Uma vez no povoado, entrega o pequeno a uma empregada e consegue que um médico lhe emita um atestado de óbito falso, que mostra a Charito quando esta vem buscar o filho. Orlando sofre um acidente e fica paralítico; Sandra o abandona e ele se arrepende do que fez a Charito. José Enrique decide recuperar o bebê, pois ama Charito e não quer vê-la sofrer. Depois de muitos problemas, consegue com que o irmão de Carolina lhe diga onde está o pequeno. Ao final, consegue resgatá-lo e levá-lo ao lado de Charito. Esta, que se negava a aceitar o amor de José Enrique, termina por correspondê-lo.

## Elenco
- Adriana Fonseca - Charito
- René Strickler - José Enrique
- María Sorté - Sol
- Abraham Ramos - Orlando
- Ricardo Blume - Damián
- Rosa María Bianchi - Carolina
- Monica Dossetti - Sandra
- Roberto Ballesteros - Servando
- Laura Zapata - Celia
- Beatriz Moreno - Jesusa
- Guillermo García Cantú - Leopoldo
- Claudio Báez - Dr. Somoza
- Sergio Sendel - Miguel
- Sherlyn - Milagros
- Sharis Cid - Aurora
- Silvia Caos - Doña Blanca
- Silvia Manríquez - Celia
- Eduardo Liñán - Eleuterio
- Alejandra Peniche - Rebeca
- Lucero Lander - Dra. Garibay
- Sergio Reynoso - Enrique
- Irma Torres - Filomena
- Sara Montes - Teresa
- Isabel Martínez "La Tarabilla" - Rafaela
- César Castro - Sr. Martínez
- María Clara Zurita - Dominga
- Bárbara Gil - Mariana
- Gloria Morell - Josefita
- Héctor Parra - Candelario
- Claudia Ortega - Micaela
- Yessica Salazar - Nelly
- Eduardo Rodríguez - Virgilio
- Esperanza Rendón - La China
- Maripaz García - Bernarda
- Albert Chávez - Fermín
- Emiliano Lizárraga - Omar
- Héctor Álvarez - Julián
- Marisela Fernández - Cupertina
- Rodrigo Trossino - Carlos
- Josué Arévalo - Jorge

## Audiência
Teve média geral de 19,8 pontos. 